# Enimò
 (octobre 2022).
Si vous disposez d'ouvrages ou d'articles de référence ou si vous connaissez des sites web de qualité traitant du thème abordé ici, merci de compléter l'article en donnant les références utiles à sa vérifiabilité et en les liant à la section « Notes et références ».
Enimò (né Stanley Sainté, le 27 février 1997 à Petite-Rivière-de-l'Artibonite en Haïti) est un chanteur, auteur-compositeur-interprète haïtien.

## Biographie
Stanley Sainté est né le 27 février 1997 à Petite-Rivière-de-l'Artibonite, dans la région de Dessalines. Il est le troisième de quatre enfants. Sainté est né de l'union de Nadine Joseph (mère) et de Robert Sainté (père). Enimò a commencé à rapper dès son plus jeune âge, des groupes musicaux à sa carrière solo. Enimò a déjà sorti plusieurs chansons connues pour leur succès, parmi lesquelles "M al chèche fòs nan bitasyon m". Son répertoire regorge de collaborations avec des artistes tels que Wadner Peyizan, Bozz la, Zomò et bien d'autres,...
En 2021, il a sorti “Mal chache fòs nan bitasyon m”, « le morceau de l’artiste Enimò Haïti qui met au devant de la scène le vaudou haïtien », selon Juno7.
« Le rêve de Enimò Haïti ? Jouer dans les plus grands festivals du monde et faire un concert au Zénith, Paris La Villette, salle de spectacles emblématique de la capitale française. », rapporte le média Juno7.

## Discographie
- Tet ou pa bon, 2020
- Map tann jou'm nan, 2021
- Wap bay nap pran, 2021[4]
- Mal chache fos nan bitasyon m, 2021